# Gjirokastra
Gjirokastra [ɟiɾoˈkastɾa] (albanisch auch Gjirokastër [ɟiɾoˈkastəɾ]; griechisch Αργυρόκαστρο Argyrókastro ‚Silberburg‘; italienisch Argirocastro; türkisch Ergiri oder Ergirikasrı, deutsch auch Gjinokaster) ist eine Stadt im Süden Albaniens und Hauptort des gleichnamigen Qarks. Die Stadt hat 16.569 Einwohner (Volkszählung 2023) und gehört damit zu den 20 größten Städten des Landes.
Gjirokastra zählt seit 2005 zum UNESCO-Welterbe. Sie ist eine der ältesten Städte des Landes und wichtiges kulturelles Zentrum Südalbaniens. Die Stadt ist Geburtsort des ehemaligen Diktators Enver Hoxha und des bekanntesten albanischen Schriftstellers Ismail Kadare.

## Geographie

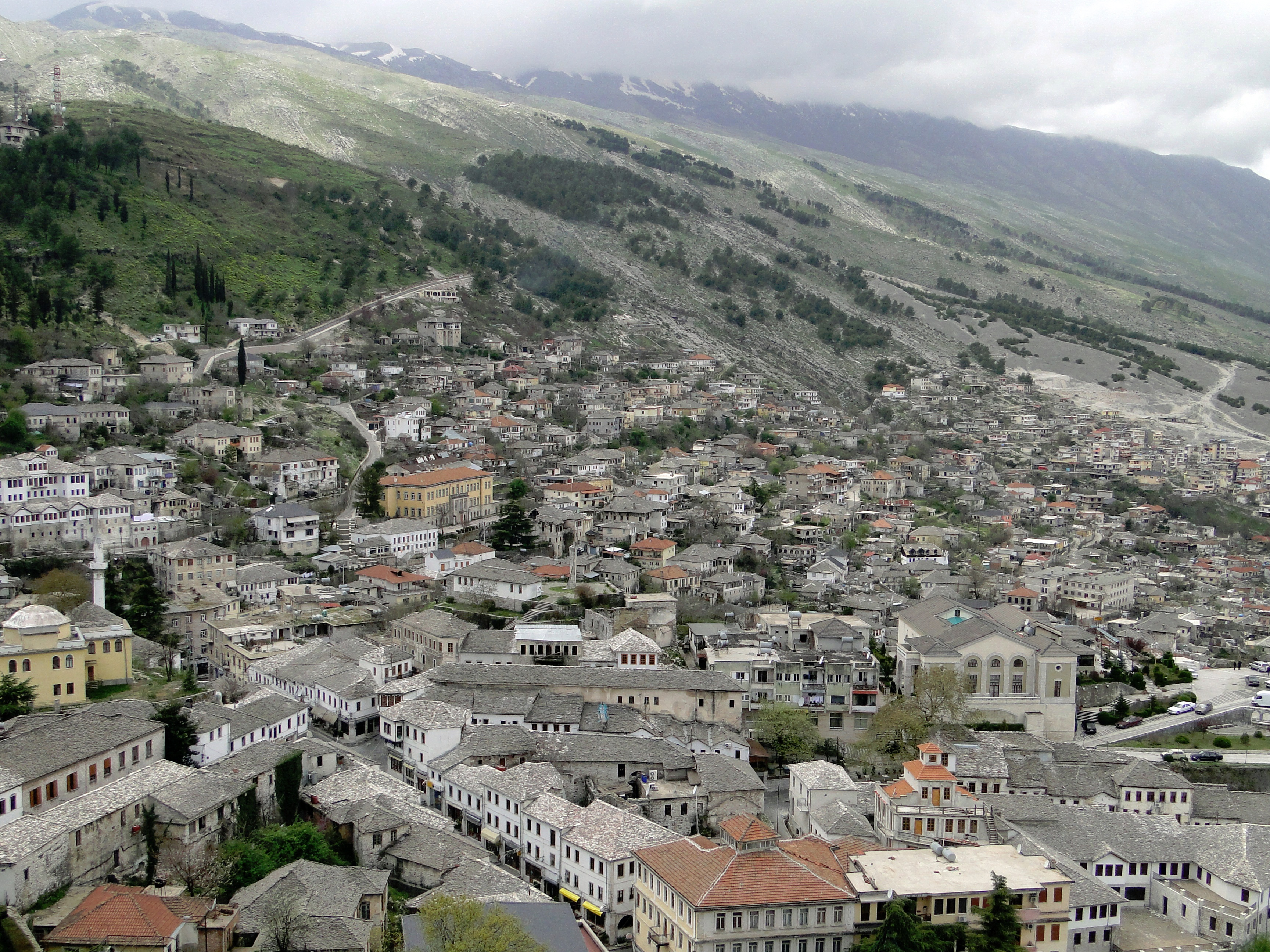
Blick über die steinernen Dächer der Altstadt hinüber zu den Bergen des Mali i Gjerë

Gjirokastra liegt im Süden Albaniens im Flusstal des Drino, das sich hier zur Dropull-Ebene weitet. Die älteren Quartiere der Stadt sind am steilen Hang des Mali i Gjerë auf bis zu 480 m ü. A. erbaut. Neuere Stadtteile ziehen sich abwärts bis zu den kleinen Gewerbegebieten am Flussufer auf 190 m ü. A. Durch die Stadt fließen einige kleinere Bäche von Südwesten Richtung Nordosten, die unterhalb von Gjirokastra in den Drino münden. Bei starkem Niederschlag schwellen sie stark an und treten gelegentlich über die Ufer. Wälder sind im nahen Umland rar. In der Flussebene wird teilweise Landwirtschaft und Viehzucht betrieben.
Gjirokastra ist im Nordwesten von Tepelena, im Südosten von Libohova und im Süden von Lazarat benachbart. Der Grenzübergang nach Griechenland in Kakavija ist nur 36 Kilometer entfernt. Die Straße über den Muzina-Pass nach Saranda führt nur einige Kilometer südöstlich der Stadt.
Gjirokastra befindet sich in der mediterranen Klimazone mit warmen und niederschlagsarmen Sommern. Die Winter jedoch sind kalt und niederschlagsreich. Charakteristisch sind die Talwinde aus Norden.

## Geschichte

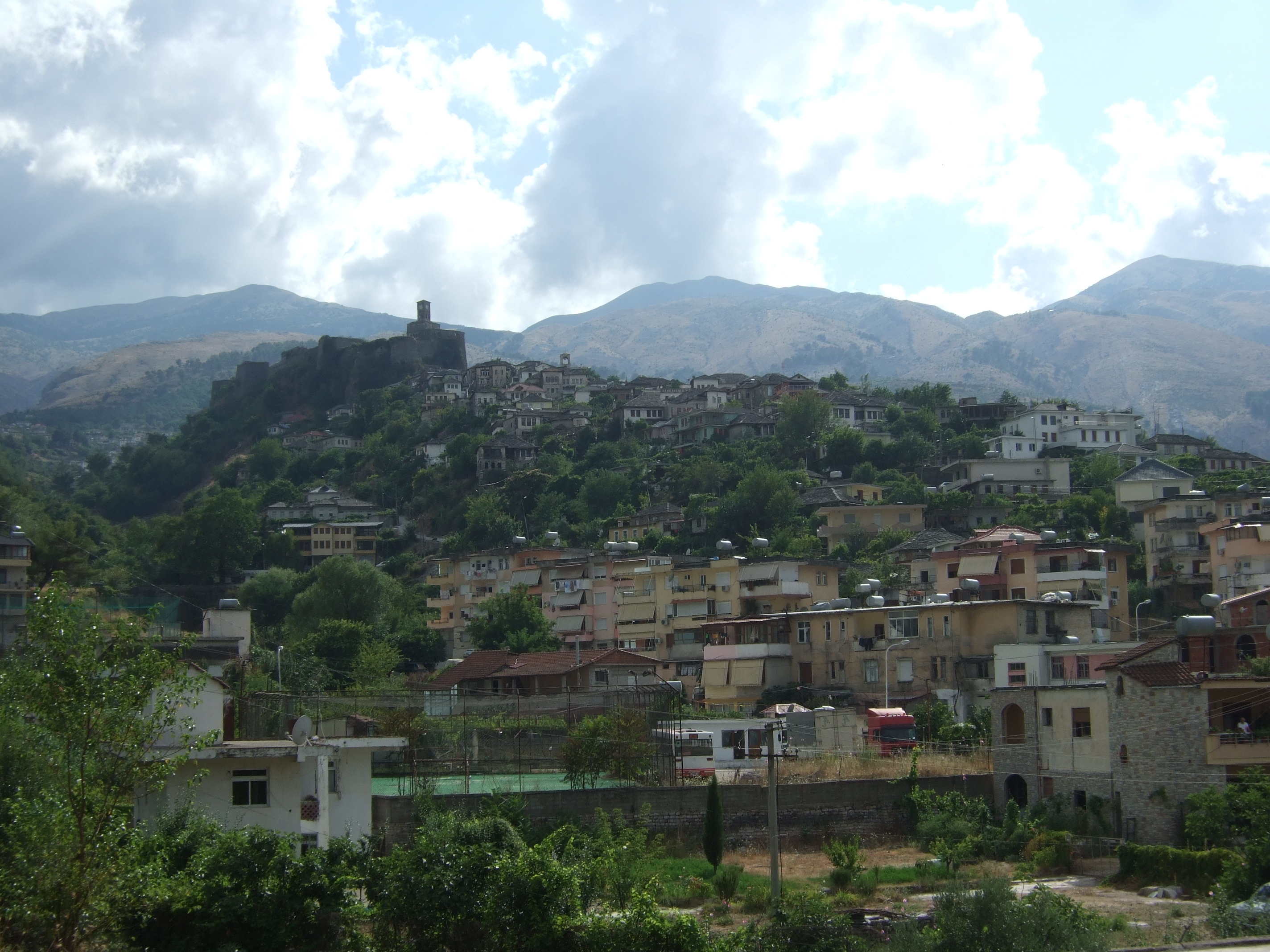
Der Burgfelsen (alb. Kalaja) ist seit der Antike bewohnt

### Antike
Der Burgfelsen, der das ganze Tal dominiert, wurde vermutlich schon im 3. Jahrhundert v. Chr. besiedelt. Erstmals mit Mauern befestigt wurde die Anlage im 6. Jahrhundert, als andere Orte im Drino-Tal wie Antigoneia langsam an Bedeutung verloren.

### Mittelalter
Die erste schriftliche Erwähnung von Argyrokastro stammt aus dem Jahr 1336 als Teil des Byzantinischen Reichs. Zwischenzeitlich hatte sich langsam eine Siedlung rund um die Burg gebildet. 1417 wurde Gjirokastra von der Armee des Osmanischen Reichs erobert. Die beherrschende Familie blieb aber weiterhin die Zenevisi, die bald nach der türkischen Eroberung zum Islam übergetreten waren. Ende des 16. Jahrhunderts waren die Christen noch immer in der Mehrheit. In einem Defter von 1583 wurden knapp 80 muslimische und über 230 christliche Haushalte gezählt. Im Laufe des 17. Jahrhunderts kehrte sich dieses Verhältnis. 1419 erklärten die Osmanen Gjirokastra zur Hauptstadt des Sandschak von Albanien. 1466 verlor die Stadt diese Funktion an Berat. 1432 gab es eine antiosmanische Revolte der Bevölkerung, die im Jahr darauf von Turahan Bey niedergeschlagen wurde.

### Osmanen
Nach den Steuerregistern von 1431/32 hatte Argiri, wie die Stadt auf Türkisch nun genannt wurde, insgesamt 163 Häuser. 1583 wurden bereits 434 Häuser gezählt. Das rasante Wachstum lag vor allem an der Landflucht und der Funktion als administratives Zentrum. Obschon die Stadt 1466 den Status als Hauptort des Sandschaks an Berat verlor, blieb sie Sitz des Gerichts (kadi). 1670 zählte der osmanische Reisende Evliya Çelebi über 2000 Häuser. In seinem Reisebuch, dem Seyahatnâme, beschrieb er detailliert die Stadt.
1811 konnte Tepedelenli Ali Pascha die Stadt seinem Herrschaftsgebiet eingliedern, bis Sultan Mahmud II. 1822 Gjirokastra wieder zurückeroberte, nachdem Ali Pascha einem Mordanschlag zum Opfer gefallen war. Während der Herrschaft des Paschas wurde die Burg stark ausgebaut und auch ein zehn Kilometer langer Aquädukt errichtet. Er stellte die Wasserversorgung der Burg sicher, wurde aber 1932 zerstört.

### Unabhängigkeitsbestrebungen

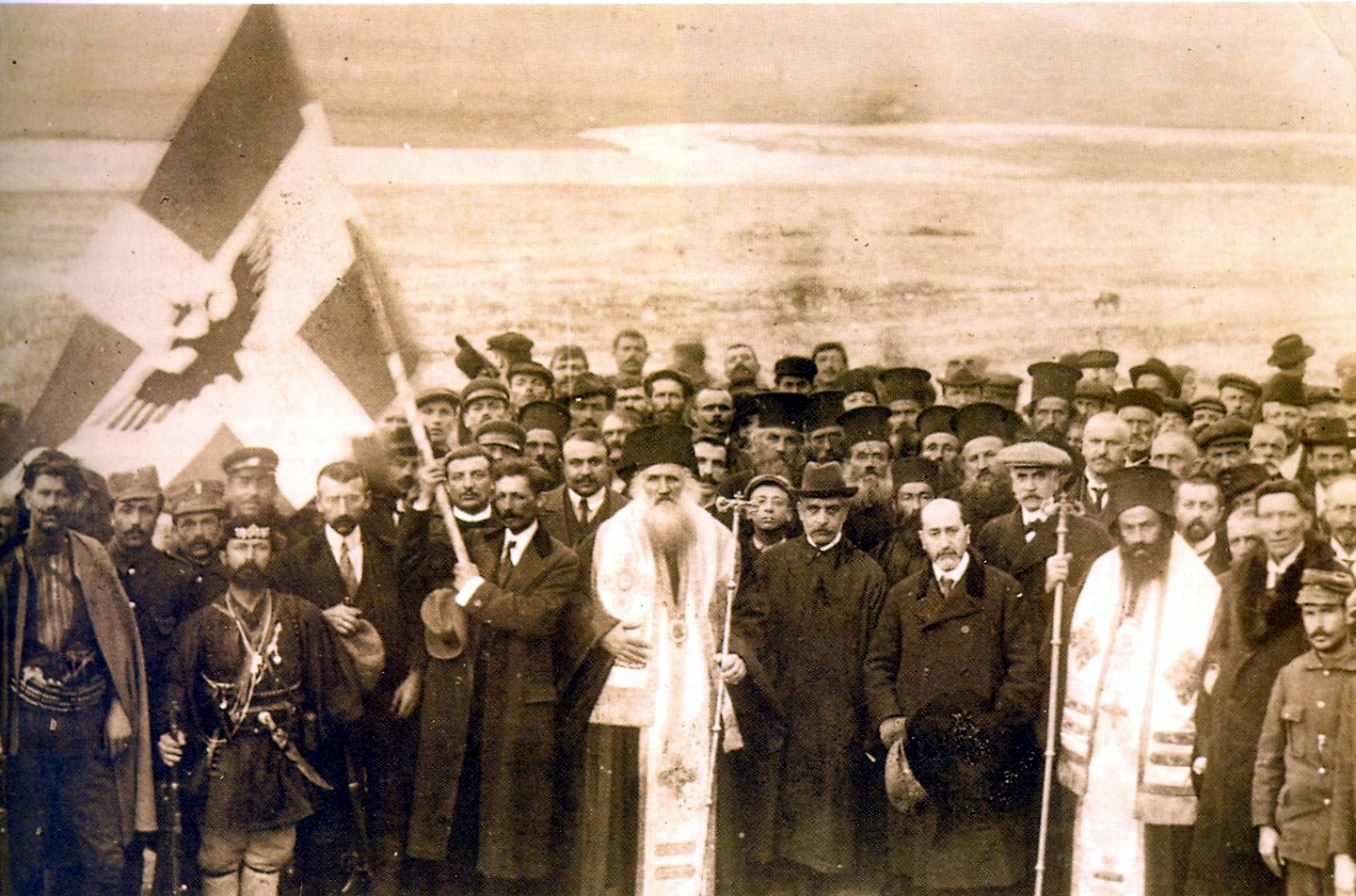
Vertreter der griechischen Minderheit von Nordepirus erklären 1914 in Gjirokastra ihre Autonomie.

Nach dem Zusammenbruch des Osmanischen Reichs war die Stadt wie ganz Nord-Epirus heftig zwischen Albanien und Griechenland umstritten. 1914 rief die griechische Minderheit Südalbaniens in Gjirokastra die Unabhängigkeit der Autonomen Republik Nordepirus aus, die jedoch kurzlebig war. 1925 zog Griechenland jegliche territoriale Forderungen an Albanien zurück.

### Seit dem Zweiten Weltkrieg
Nach der italienischen Invasion in Albanien im April 1939 bezogen italienische Truppen in Gjirokastra Quartier. Die Italiener verfolgten das Ziel, Griechenland zu überfallen. Nach Beginn des Zweiten Weltkriegs starteten sie im Oktober 1940 den Griechisch-Italienischen Krieg, der für sie jedoch zum Desaster wurde. Nach anfänglichen Erfolgen traten die Griechen zur Gegenoffensive an und nahmen Anfang Dezember 1940 Gjirokastra ein. Im April 1941 wendete sich das Blatt, nachdem die Wehrmacht im Balkanfeldzug Griechenland besetzte. Gjirokastra blieb bis 1943 in italienischer Hand und wurde nach der Kapitulation Italiens im September 1943 von der Deutschen Wehrmacht besetzt. Im Verlauf des Zweiten Weltkriegs wurde die Stadt auch aus der Luft angegriffen, wobei durch die Bomben viele Menschen ihr Leben verloren. Nach der Machtergreifung der Kommunisten rief der in Gjirokastra geborene Anführer Enver Hoxha (1908–1985) zu Kriegsende die Sozialistische Volksrepublik Albanien aus.
Während der sozialistischen Geschichte der Stadt setzte die Industrialisierung ein, und Gjirokastra wurde zu einem überregionalen Handelszentrum. Die kommunistische Regierung erklärte sie 1961 zur „Museums-Stadt“. Dadurch entging das Stadtbild einer radikalen Veränderung.
Seit dem Zusammenbruch des kommunistischen Regimes Anfang der 1990er Jahre leidet die Stadt unter einer starken Auswanderung. Insbesondere griechischstämmige, aber auch viele ethnische Albaner haben das Land verlassen. Die Unruhen gegen die Regierung im Jahr 1997 waren in Gjirokastra besonders heftig. 2005 erklärte die UNESCO das historische Zentrum von Gjirokastra zum Weltkulturerbe.

## Gemeinde
Bis 2015 umfasste die Gemeinde (Bashkia) Gjirokastra lediglich die Stadt. Seither gehören alle Kommunen im Norden des ehemaligen Kreises Gjirokastra zur Gemeinde, darunter weite Berggebiete auf beiden Seiten des Drino-Tals. Die Gemeinde hat 23.270 Einwohner (Volkszählung 2023). Seit 2011, als noch 28.673 Einwohner erfasst worden waren, hat die Gemeinde 19 % der Bevölkerung verloren.
| Name        | Einwohner 2023 | Einwohner 2011 | Gemeindeart |
| ----------- | -------------- | -------------- | ----------- |
| Gjirokastra | 16.569         | 19.836         | Bashkia     |
| Antigone    | 705            | 998            | Komuna      |
| Cepo        | 1.350          | 1.727          | Komuna      |
| Lazarat     | 2.356          | 2.801          | Komuna      |
| Lunxhëri    | 1.360          | 1.941          | Komuna      |
| Odria       | 268            | 433            | Komuna      |
| Picar       | 662            | 937            | Komuna      |

Gjirokastra unterhält seit 2010 mit der Stadt Klina im Kosovo eine Stadtpartnerschaft.

## Gesellschaft

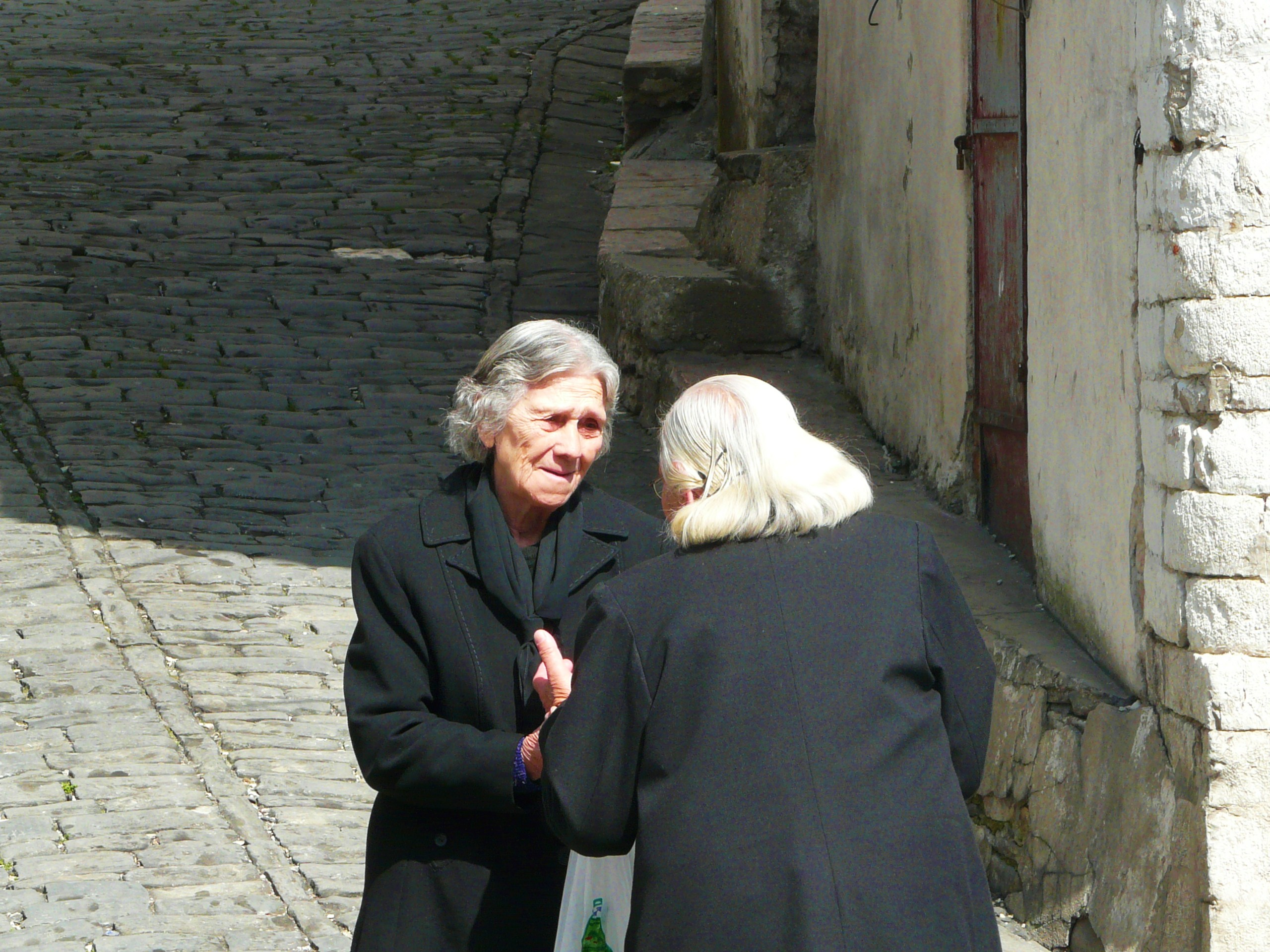
Seniorinnen in der Altstadt

Gjirokastra ist von den zwei monotheistischen Religionen Islam und Christentum geprägt. Sunniten, Bektaschi und orthodoxe Christen leben seit Jahrhunderten neben- und miteinander. Die Bevölkerung weist aber als Ergebnis der langen kommunistischen Ära eine hohe Anzahl an Atheisten auf.
Ethnisch setzen sich die Einwohner aus Albanern und Griechen zusammen, wobei letztere eine Minderheit bilden. Die Albaner in Gjirokastra sprechen einen toskischen Dialekt.
Durch die starke Abwanderung der letzten Jahre vor allem junger Menschen ist ein Großteil der Bevölkerung über 60 Jahre alt. Die arbeitssuchende junge Bevölkerung ist entweder in die Hauptstadt Tirana oder nach Griechenland sowie Italien ausgewandert. Auch heute noch wollen rund 60 Prozent der Jungen nach ihrer Ausbildung Gjirokastra verlassen, wie eine Umfrage im Jahr 2012 zeigte.

## Wirtschaft und Verkehr

### Hohe Arbeitslosigkeit, Potenzial Tourismus
Durch die hohe Arbeits- und Perspektivlosigkeit ist die Auswanderung recht hoch, obschon sie in den 2000er Jahren wieder gesunken ist. In der kommunistischen Zeit gab es einige Industriebetriebe, unter anderem eine Schuhfabrik und Unternehmen für die Metallproduktion. Doch mit dem Fall der Diktatur wurden auch die wenigen Fabriken geschlossen, und die Leute waren gezwungen, anderswo Arbeit zu suchen. Heute sind viele auch in der Landwirtschaft, Viehzucht, im Handel und in den Dienstleistungen tätig. Als möglicher Wirtschaftssektor wird der Tourismus angesehen, der in Zukunft immer wichtiger für die Stadt werden könnte. Die Zahl der Besucher steigt jährlich kontinuierlich an. So waren 2004 nicht einmal 1000 Besucher auf der Burg gezählt worden; 2011 waren es schon 25.000.

### Verkehr
Unterhalb der Stadt in den neueren Quartieren verläuft die Nationalstraße SH4. Sie verbindet das wirtschaftliche Zentrum Albaniens, den Ballungsraum Tirana-Durrës, mit dem griechischen Grenzübergang Kakavija. Bei Jergucat südlich von Gjirokastra zweigt von der SH4 die Nationalstraße SH72 ab, die über den Pass Qafa e Muzinës nach Delvina und weiter nach Saranda am Ionischen Meer führt.
In den späten 1920er Jahren errichteten italienische Truppen in der Dropull-Ebene unterhalb der Stadt ein Flugfeld, das jedoch sehr spärlich benutzt wurde und ausschließlich militärischen Zwecken diente. Eine Rehabilitierung wird seit einigen Jahren erstrebt. Jährlich findet oberhalb der Stadt zudem eine Flugschau mit Teilnehmern aus aller Welt statt.

## Kultur

### Altstadt

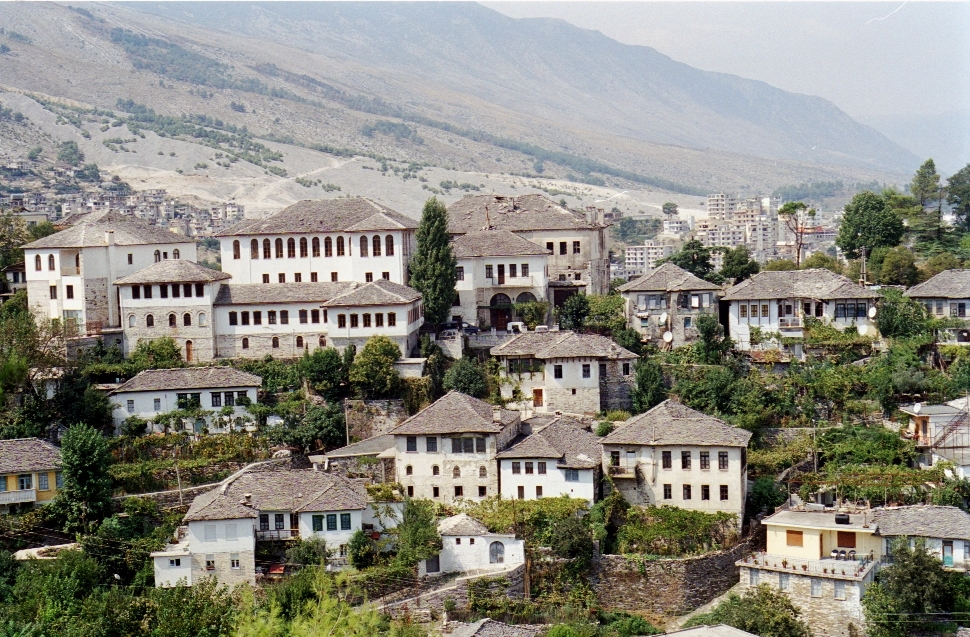
Blick auf die typischen Steingebäude Gjirokastras

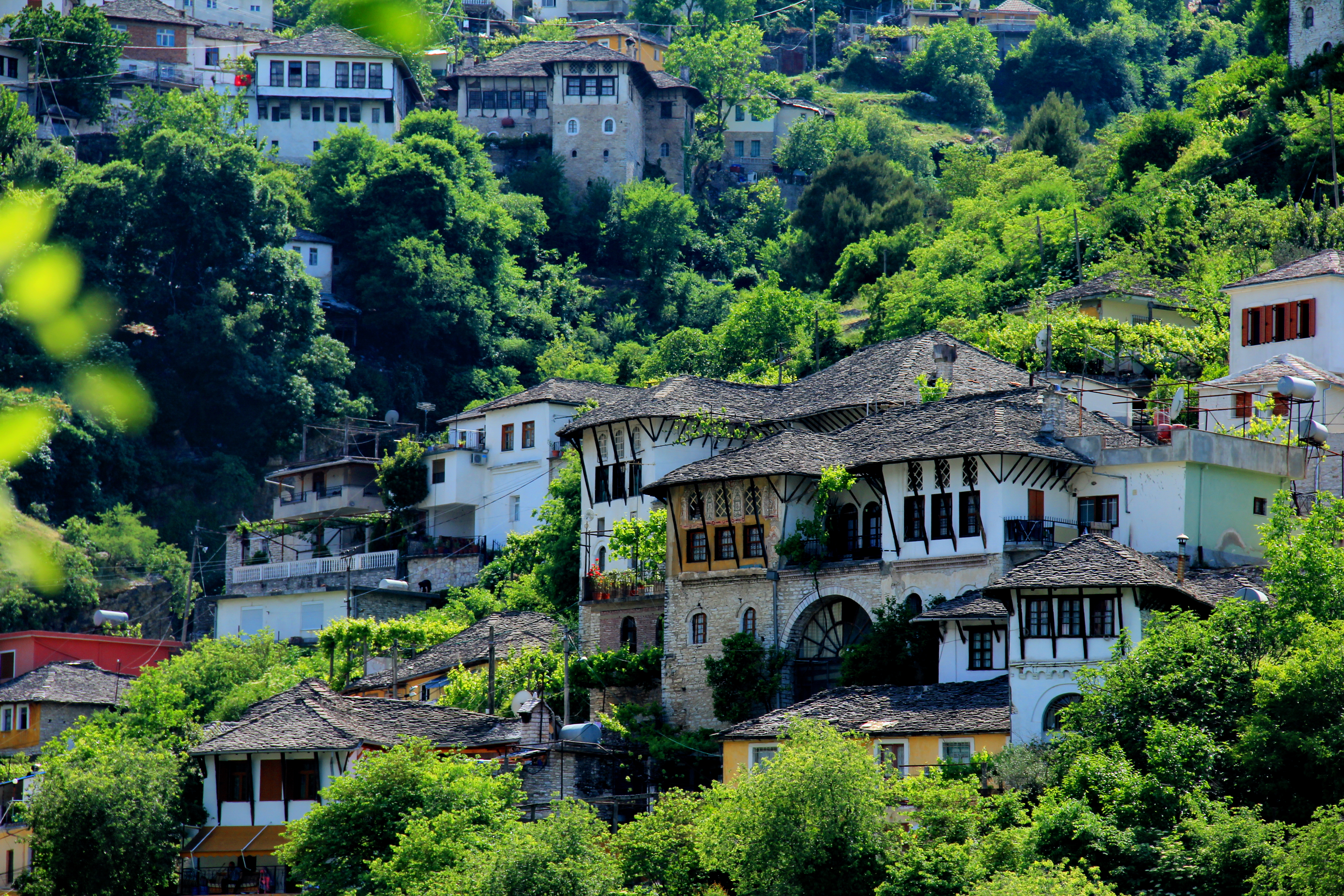
Blick von der Burg auf Gjirokastra

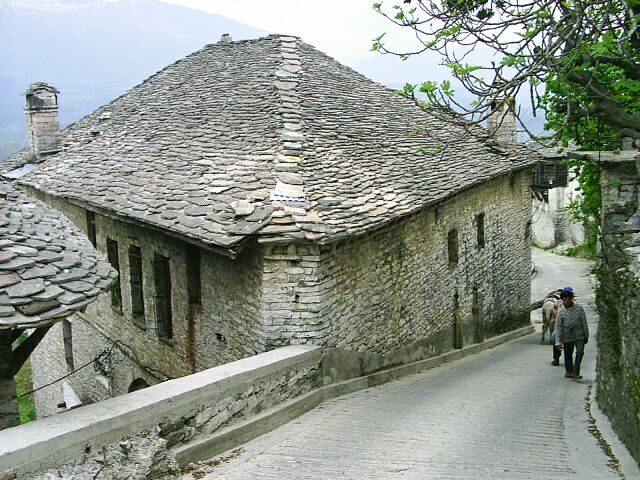
Charakteristisch ist die steile Lage der Stadt

Den Beinamen „Stadt der Steine“ verdankt Gjirokastra seinem einzigartigen Stadtbild. Markante, kleinen Trutzburgen ähnelnde Häuser prägen seit Jahrhunderten die Viertel um die Burg, die heutige Altstadt. Bedeckt mit Steinplatten aus den nahen Gebirgen dienten die Dächer früher dazu, die Innentemperatur der Häuser zu regulieren. Dies war für das Leben in dieser klimatisch kontinental geprägten Landschaft sehr von Vorteil. So blieben im Sommer die Häuser recht kühl, während im Winter große Kälte verhindert werden konnte. Ein anderer Grund für das Benutzen von Steinmaterial für die Dächer war, dass andere Materialien wie Ziegel viel teurer waren und Stein in der Umgebung reichlich vorhanden war. Weiße Außenfassaden, hohe Holzfenster sowie viele kleine Innenhöfe mit riesigen hölzernen Hoftoren charakterisieren weiters das Altstadtbild. Entlang der steilen Hänge führen enge, kunstvoll gepflasterte Gassen, die die verschiedenen Viertel untereinander verbinden und im 18. Jahrhundert angelegt wurden.
Der Stil der Häuser ist als sogenannte „Balkanarchitektur“ auch in ähnlich geschlossener Form in anderen Städten des südlichen Balkans zu finden wie beispielsweise in Berat (Mittelalbanien), Ohrid (Südwestmazedonien), Weliko Tarnowo (Nordbulgarien) und Metsovo (Nordwestgriechenland). Die Kommunisten hatten die kompakte und weitläufige Altstadt 1961 genauso wie Berat zur „Museums-Stadt“ erklärt, was sie unter besonderen Schutz stellte. Viele Häuser werden heute nur schlecht unterhalten und verfallen allmählich. Die Schäden vom Lotterieaufstand im Jahr 1997 sind in den 2000er Jahren behoben worden. Bereits 1988 wurde die Aufnahme der Museumsstadt von Gjirokastra in die UNESCO-Liste des Weltkulturerbes beantragt, aber wegen einiger moderner Bauten, die den Charakter der Altstadt störten, abgelehnt. Die Eintragung als ein seltenes Beispiel einer gut erhaltenen Stadt aus der Zeit der Osmanen erfolgte dann 2005. Girokastra biete ein außergewöhnliches Zeugnis für die von der islamischen Kultur geprägte Gesellschaft. 2008 wurde die Welterbestätte um die Altstadt von Berat erweitert.

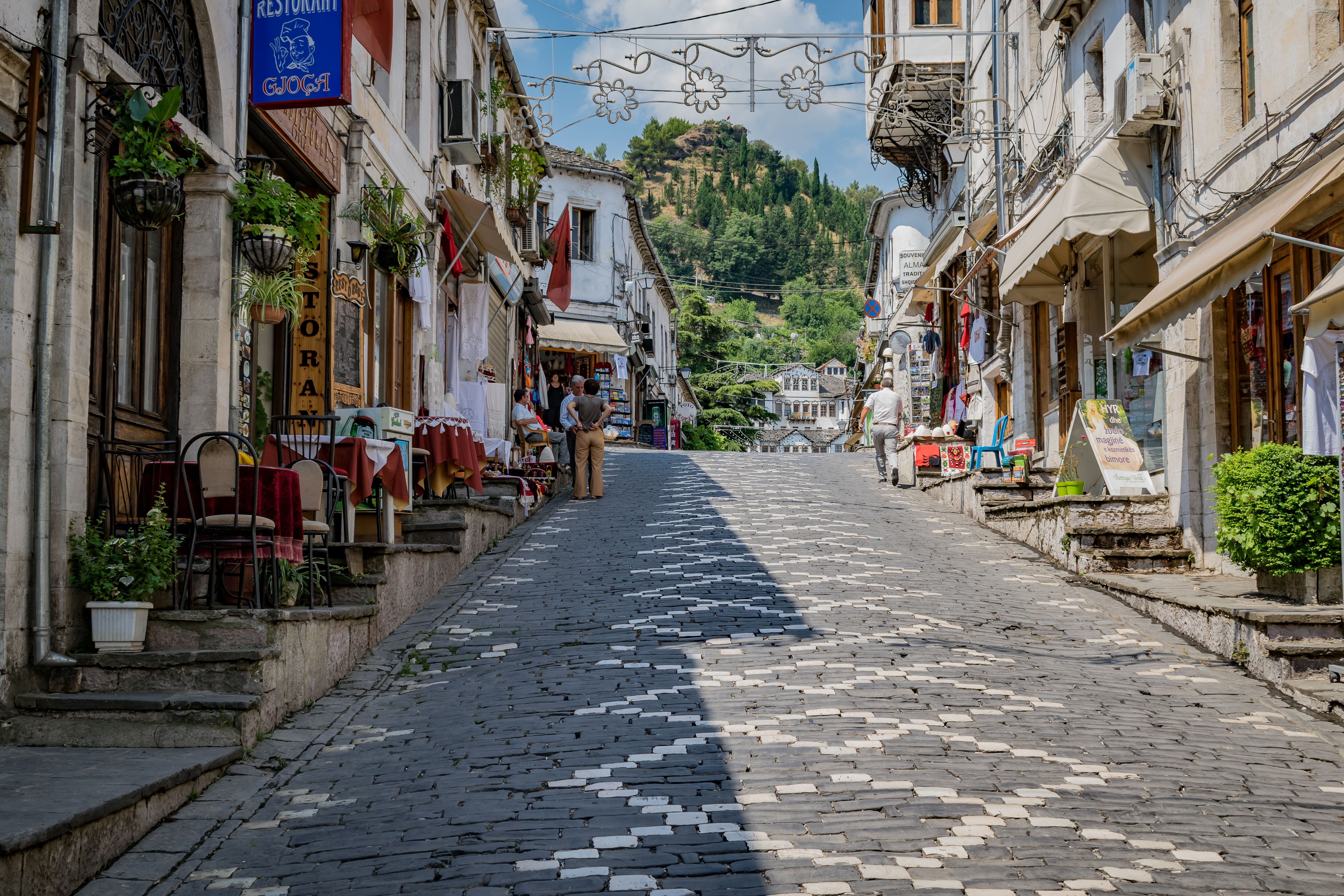
Straße im Basar-Viertel (2017)

Nach einem Bericht vom International Council on Monuments and Sites vom April 2013 befand sich das Weltkulturerbe von Gjirokastra zusammen mit demjenigen von Berat in Gefahr. Größtes Problem waren die vielen illegalen Bauten nahe den historischen Stadtzentren, vor allem in Gjirokastra. Es wurde eine ungenügende Überwachung der Entwicklung vor Ort festgehalten. Zudem standen einige wichtige Änderungen in der Gesetzgebung aus. Es drohte den beiden Städten, in der Roten Liste des gefährdeten Welterbes zu landen, sollten die örtlichen Behörden nicht bis zum Jahresende 2014 die Probleme beheben. Das Welterbekomitee stellte 2015 deutliche Verbesserungen fest, verlangte aber regelmäßige Berichte über den Zustand und die Konservierungsaktivitäten.
Die traditionellen Quartiere der Stadt rund um die Burg heißen Cfaka, Dunavat, Palorto, Varosh, Meçite, Hazmurat und Pazari i Vjetër.

### Historische Bauwerke
Gjirokastra beherbergt viele osmanische Moscheen und christlich-orthodoxe Kirchen. Gut erhalten ist die Basar-Moschee; ein weiteres Kulturdenkmal ist die Tekke-Moschee. Ein Nachbau eines typischen Bürgerhäuses ist das Ethnographische Museum, andere Bürgerhäuser sind noch original erhalten und können zum Teil besichtigt werden, so zum Beispiel das Zekate-Haus. Bedeutend für die Bektaschi in Albanien ist alte die Tekke von Zall am südlichen Stadtrand, eine von mehreren Tekken der Stadt.

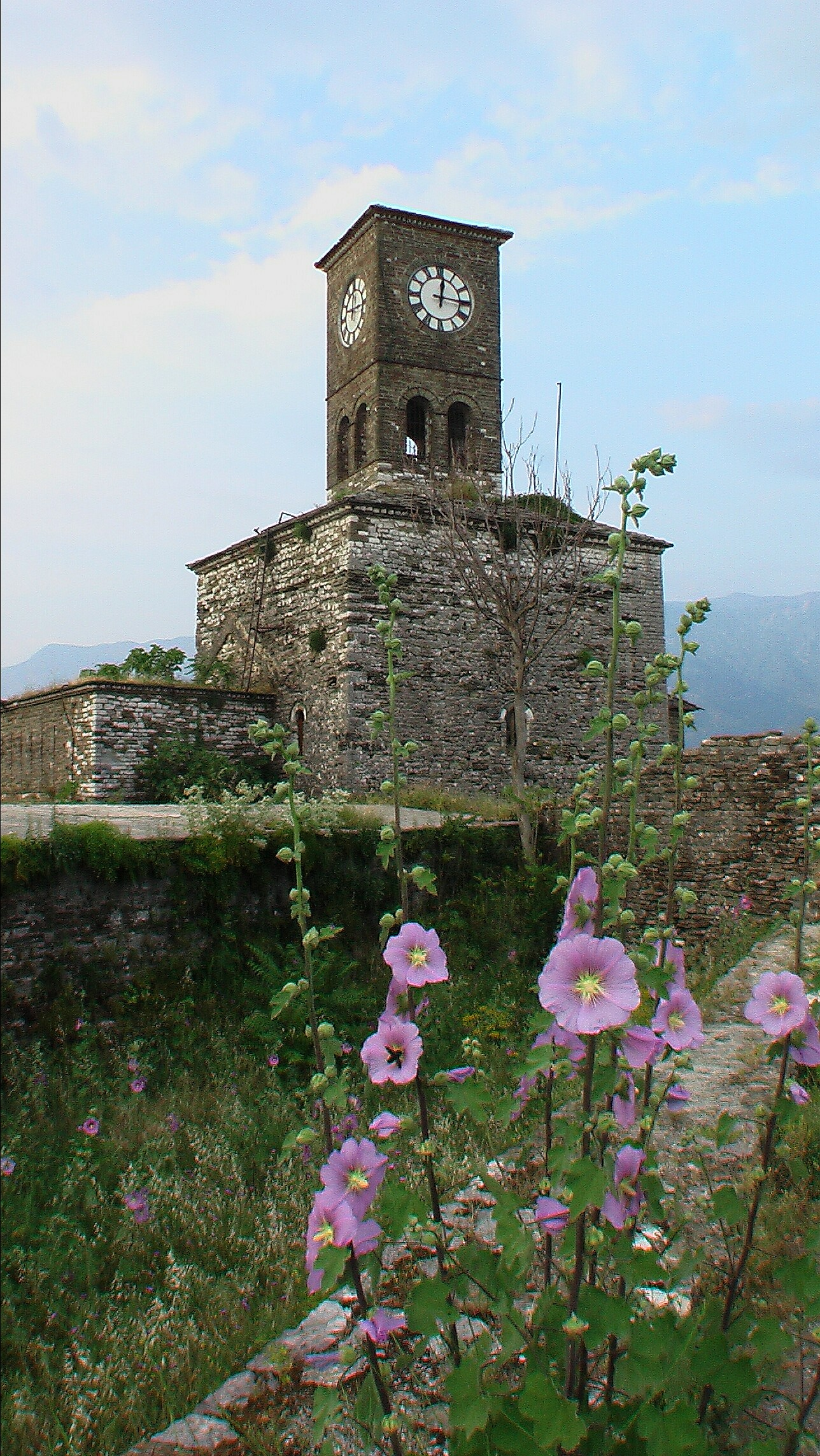
Uhrturm auf der Festung

Die Burg beherbergt neben dem Nationalen Museum für Waffen auch einen Uhrturm und einige andere charakteristische Häuser. Auch eine typisch osmanische Steinbrücke, die Ura e Kordhocës, ist südöstlich der Stadt über dem Drino gut erhalten.

### Museen, Theater und Folklore

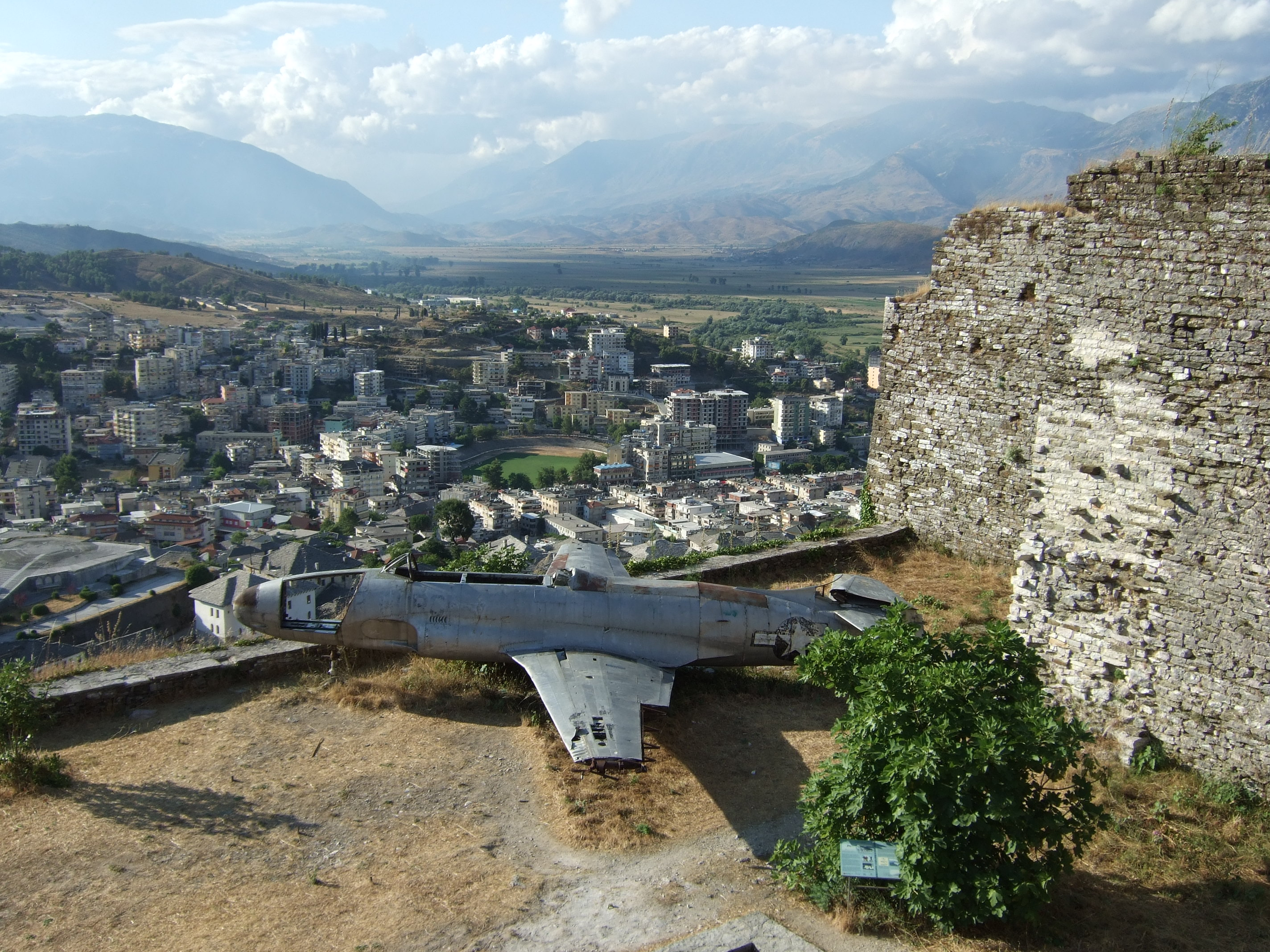
Die 1957 zur Landung gezwungene US-amerikanische Lockheed T-33, die auf der Burg ausgestellt ist

Gjirokastra ist kulturelles Zentrum Albaniens. Alle fünf Jahre findet in der Burgfestung das bedeutende Nationale Folklorefestival statt, bei dem Musikgruppen aus allen von Albanern bewohnten Gebieten auftreten.
Das Ethnographische Museum wurde 1966 gegründet und bis 1991 als Antifaschistisches Museum genutzt. Es ist ein 1966 errichteter Nachbau eines typischen Hauses für Gjirokastra, der sich an der Stelle des abgebrannten Geburtshauses von Enver Hoxha befindet.
In der Burgfestung befindet sich das Nationale Waffenmuseum, das eine Sammlung aus der Periode zwischen 1912 und dem Zweiten Weltkrieg besitzt. Die Mehrheit konzentriert sich auf die Partisanenbewegung zwischen 1939 und 1944. Das Museum wurde 1971 eröffnet. Außerhalb des Museumsbereichs wird auf der Burg zudem ein US-amerikanisches Düsenflugzeug Lockheed T-33 gezeigt, das im Dezember 1957 in Mittelalbanien zur Landung gezwungen worden war und später nach Gjirokastra überführt wurde. Das Trainingsflugzeug soll technische Probleme gehabt haben und bei der Landung durch die schlechte Piste weiter beschädigt worden sein. Der Pilot wurde einige Wochen später freigelassen.
Mehrere große Bürgerhäuser in Gjirokastra können von Touristen besucht werden, obwohl sie noch in Privatbesitz sind. Hierzu gehört neben dem oben erwähnten Zekate-Haus auch das Skënduli-Haus. Unter der Burg befindet sich ein großer Bunker, der jetzt als Museum mit dem Namen Tunnel des Kalten Krieges zu gewissen Zeiten besucht werden kann.
Gjirokastra besitzt mit dem Theater Zihni Sako, einem Puppentheater und einer Bibliothek weitere kulturelle Einrichtungen. Ein Kino gab es schon vor dem Zweiten Weltkrieg, doch steht es seit den 1990er Jahren leer.

### Darstellung in der Kunst
Mit seinem Roman Chronik in Stein hat Ismail Kadare Gjirokastra ein „literarisches Denkmal“ (Elena Panagiotidis) gesetzt. Der Autor beschreibt darin seine steile Geburtsstadt wie folgt:

„Es war dies wirklich eine sehr seltsame Stadt. Man konnte auf einer Straße gehen und, wenn man wollte, den Arm ein wenig ausstrecken, um seine Mütze über die Spitze eines Minaretts zu stülpen. Vieles war schwer zu glauben, und vieles war wie im Traum.“

Chronik in Stein gilt als erfolgreichster Roman Ismail Kadares. Das autobiographische Werk wurde in über 40 Sprachen übersetzt und verhalf dem Autor zu internationalem Ruhm.

### Bildung und Sport
In Gjirokastra bestehen 14 Kindergärten, vier Grundschulen und vier Hochschulen (2004). Die Eqerem-Çabej-Universität mit den beiden Fakultäten für Naturwissenschaften sowie Pädagogik und Gesellschaftswissenschaften wurde 1968 gegründet.
Das größte Stadion der Stadt ist das Stadion Gjirokastra in der Neustadt. Der lokale Fußballklub KS Luftëtari Gjirokastra spielt in der Kategoria Superiore, der ersten Liga.

## Persönlichkeiten

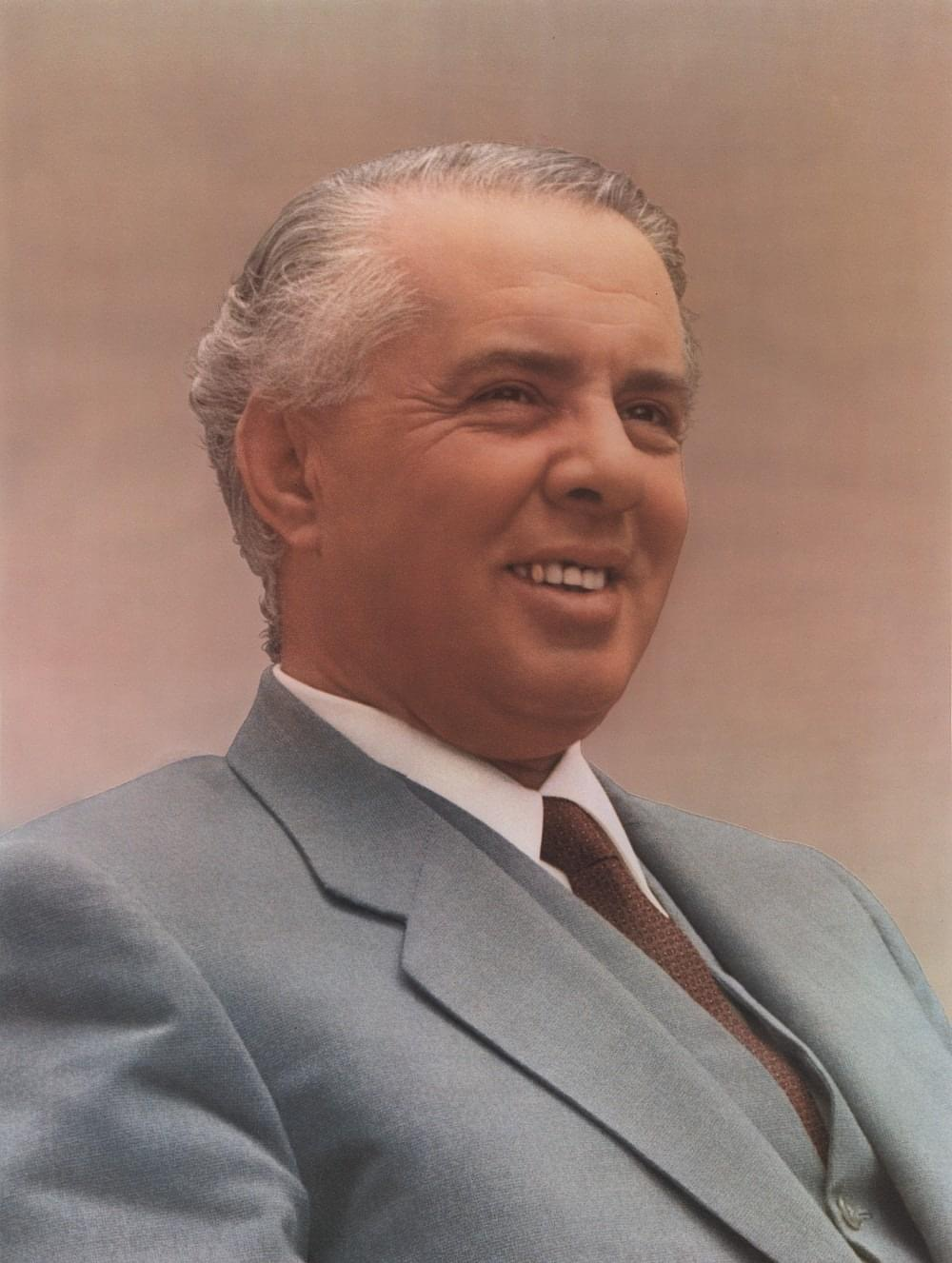
Enver Hoxha

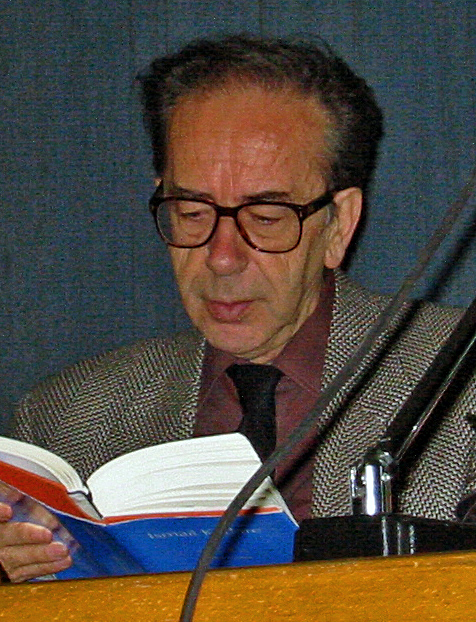
Ismail Kadare

Der frühere albanische Diktator Enver Hoxha wurde 1908 in Gjirokastra geboren. In seinem wiederaufgebauten Geburtshaus ist heute das Ethnographische Museum untergebracht. In anderen Landesteilen wurde oft behauptet, dass er seine Heimatstadt besonders bevorzugt habe.
Ismail Kadare (1936–2024), der berühmteste albanische Schriftsteller, stammt ebenfalls aus Gjirokastra. In seinem Buch Chronik in Stein beschreibt er die Ereignisse in der Stadt während des Zweiten Weltkriegs.
Weitere hier geborene Persönlichkeiten:
- Petro Poga (1850–1944), Politiker und Gründervater Albaniens
- Elmaz Boçe (1852–1925), Politiker und Gründervater Albaniens
- Hysen Hoxha (1861–1934), Politiker, Onkel Enver Hoxhas und Gründervater Albaniens
- Fejzi Alizoti (1874–1945), Ökonom, Politiker und Ministerpräsident Albaniens
- Çerçiz Topulli (1880–1915), militärischer Aktivist der Rilindja
- Eqrem Libohova (1882–1948), Politiker, zweifacher Ministerpräsident Albaniens und Diplomat
- Omer Nishani (1887–1954), Politiker
- Rexheb Beqiri (1901–1995), als Baba Rexheb weltweites Oberhaupt des Bektaschi-Ordens
- Bedri Spahiu (1908–1998), Generalleutnant und Politiker
- Haki Toska (1920–1994), Politiker
- Reiz Malile (1924–2003), Diplomat und Politiker
- Foto Çami (* 1925), Politiker
- Xhanfise Keko (1928–2007), Filmregisseurin
- Nedin Hoxha (* 1934), Politiker und Minister
- Vangjel Dule (* 1968), Politiker
- Arben Ahmetaj (* 1969), Politiker
- Aida Shtino (* 1970), Investigativjournalistin und Fernsehmoderatorin
- Kliton Bozgo (* 1971), Fußballspieler
- Altin Haxhi (* 1975), Fußballspieler